# 9556 Gaywray
9556 Gaywray (tên chỉ định: 1986 GF) là một tiểu hành tinh vành đai chính. Nó được khám phá thông qua International Near-Earth Asteroid Survey ở Đài thiên văn Palomar ở Quận San Diego, California, ngày 8 tháng 4 năm 1986. Nó được đặt theo tên Gay Firestone Wray, an astronomy researcher for Smithsonian Astrophysical Observatory.